# Volvo Engine Architecture

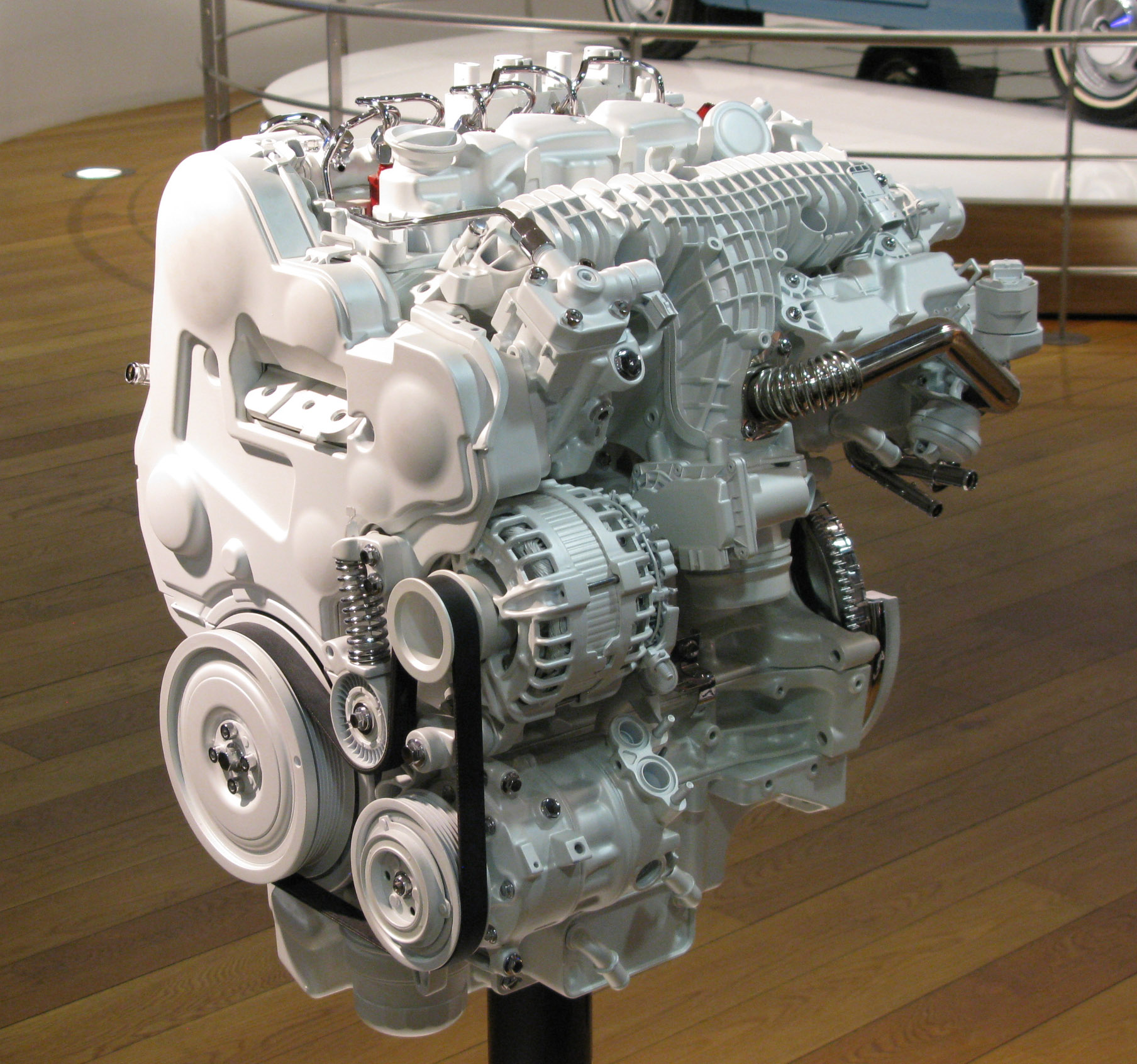
VEA-motorn.

Volvo Engine Architecture, förkortat VEA är en motorfamilj som Volvo Personvagnar introducerade i augusti 2013.
VEA är en fyrcylindrig förbränningsmotor med en slagvolym på två liter. Den tillverkas för både bensin- och dieseldrift. Alla motorer får direktinsprutning och överladdning. Motorn ska även kunna kopplas samman med en kombinerad startmotor/generator och fungera som en lätthybrid. Genom att kombinera VEA-motorn fram med en elmotor på bakaxeln får Volvo en laddhybrid med högre toppeffekter och fyrhjulsdrift.
VEA-motorn kommer först att införas i S60/V60-modellerna. Framöver kommer den att användas i nästa generation XC90 och andra kommande Volvomodeller byggda på den nya bottenplattan Scalable Product Architecture (SPA).